# توم بيتمان
توم بيتمان (بالإنجليزية: Tom Bateman)‏ هو ممثل بريطاني، ولد في 15 مارس 1989 في المملكة المتحدة.

## أعمال

### أفلام
- (2017) جريمة في قطار الشرق السريع[4]
- (2019) مطاردة باردة

### مسلسلات
- شياطين دا فينشي

## وصلات خارجية
- توم بيتمان على موقع IMDb (الإنجليزية)
- توم بيتمان على موقع ميتاكريتيك (الإنجليزية)
- توم بيتمان على موقع روتن توميتوز (الإنجليزية)
- توم بيتمان على موقع أول موفي (الإنجليزية)
- توم بيتمان على موقع قاعدة بيانات الفيلم (الإنجليزية)